# Amolops compotrix
Amolops compotrix es una especie de anfibio anuro de la familia Ranidae.

## Distribución geográfica yhábitat
Es endémica de Laos y Vietnam. Su rango altitudinal oscila entre 700 y 1500 m s. n. m..